# Kanton Banon
Der Kanton Banon war bis 2015 ein französischer Wahlkreis im Arrondissement Forcalquier, im Département Alpes-de-Haute-Provence und in der Region Provence-Alpes-Côte d’Azur. Er umfasste neun Gemeinden, Hauptort (frz.: chef-lieu) war Banon. Die landesweiten Änderungen in der Zusammensetzung der Kantone brachten im März 2015 seine Auflösung. Sein letzter Vertreter im conseil général des Départements war von 2004 bis 2015 Jean Louis Adrian.

## Gemeinden
| Gemeinde            | Einwohner (Stand: 2022) | Code postal | Code Insee |
| ------------------- | ----------------------- | ----------- | ---------- |
| Banon               | 1070                    | 04150       | 04018      |
| L’Hospitalet        | 96                      | 04150       | 04095      |
| Montsalier          | 167                     | 04150       | 04132      |
| Redortiers          | 89                      | 04150       | 04159      |
| Revest-des-Brousses | 264                     | 04150       | 04162      |
| Revest-du-Bion      | 487                     | 04150       | 04163      |
| La Rochegiron       | 108                     | 04150       | 04169      |
| Saumane             | 125                     | 04150       | 04201      |
| Simiane-la-Rotonde  | 608                     | 04150       | 04208      |